# (21690) 1999 RA39
1999 أر أي 39 (ويعرف أيضًا باسم (21690) 1999 أر أي 39 وفق تسمية الكوكب الصغير) (بالإنجليزية: 1999 RA39)‏ هو كويكب ضمن حزام الكويكبات؛ وترتيبه 21690 من حيث الاكتشاف.
اكتُشف هذا الجُرم الفلكي بواسطة جون بروفتون في 13 سبتمبر 1999.

## وصلات خارجية
- (21690) 1999 RA39 في قاعدة بيانات مختبر الدفع النفاث لأجرام النظام الشمسي الصغيرة

- الاكتشاف · مخطط المدار ·  العناصر المدارية · المعلمات المادية

- (21690) 1999 RA39 على موقع ويكي سكاي: DSS2, SDSS, GALEX, IRAS, Hydrogen α, X-Ray, Astrophoto, Sky Map, Articles and images